# Рифон
Рифон је у грчкој митологији био кентаур.

## Етимологија
Његово име има значење „бацање“, а изведено је од грчке речи riphê, rhiptô.

## Митологија
Нон га је сврставао међу ламоске кентауре. Био је један од заповедника свог племена који се придружио Дионису у његовом походу на Индију.